# 恩策尔斯费尔德
恩策尔斯费尔德是奥地利下奥地利州科尔新堡县的一个市镇。总面积9.84平方公里，总人口1480人，人口密度150.4人/平方公里（2005年）。